# إزرائيل راسيل
إزرائيل راسيل (بالإنجليزية: Israel Russell)‏ هو جيولوجي وجغرافي أمريكي، ولد في 10 ديسمبر 1852 في نيو ليسبون في الولايات المتحدة، وتوفي في 1906 في آن آربر في الولايات المتحدة.